# Kotschya recurvifolia
Kotschya recurvifolia es una especie de planta floral del género Kotschya, tribu Dalbergieae, familia Fabaceae.

## Distribución
Se distribuye por Etiopía, Kenia, Malaui, Mozambique, Tanzania y Zambia.

## Taxonomía
Fue descrita por (Taub.) F. White y publicada en Forest Fl. N. Rhodes 455 (1962).